# Hubert Salvator av Toscana

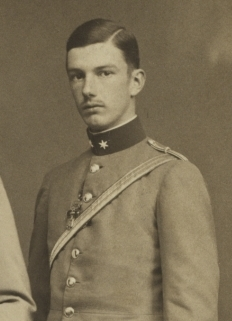
Hubert Salvator av Toscana

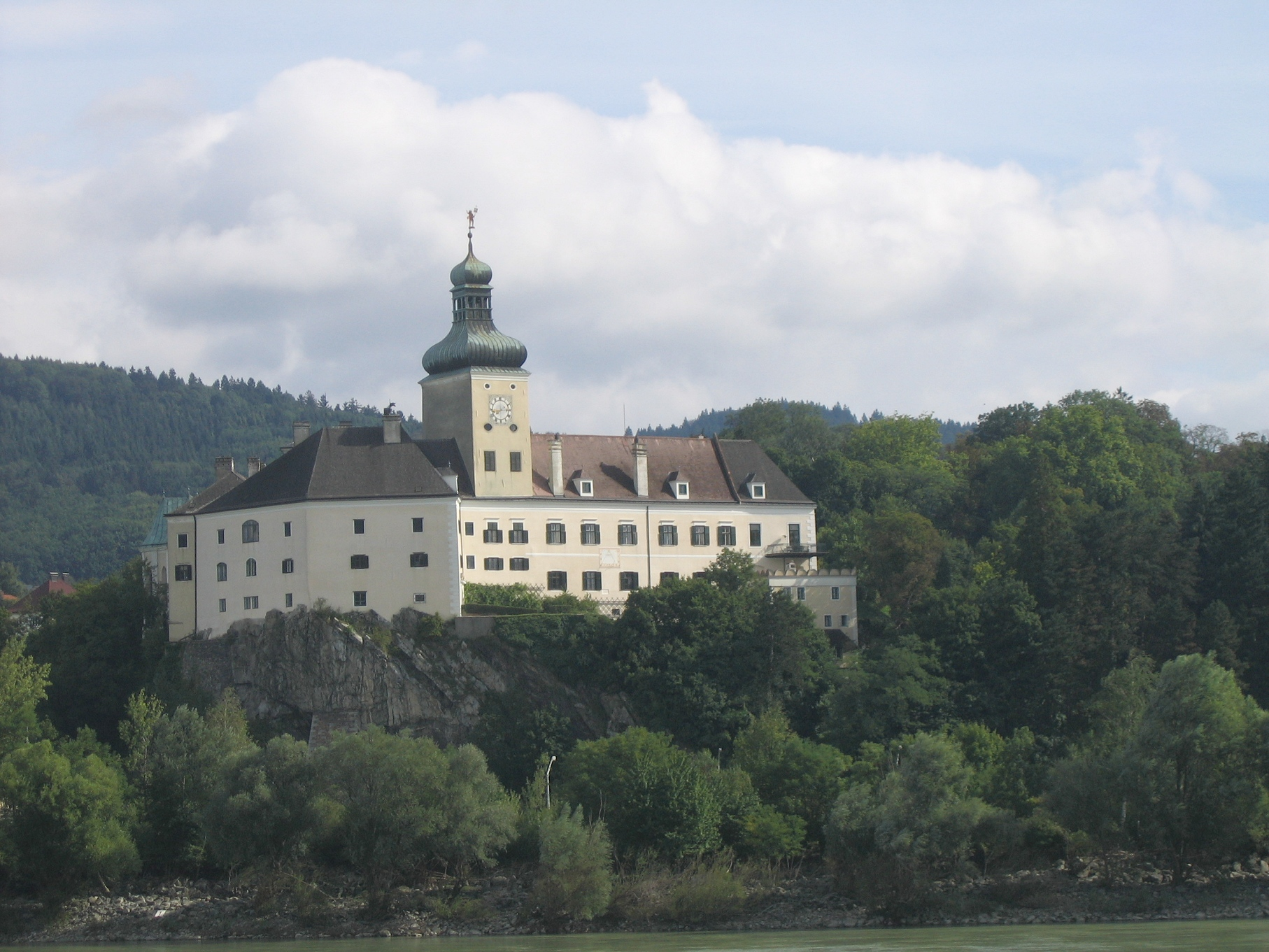
Schloss Persenbeug

Hubert Salvator av Toscana (Hubert Salvator Rainer Maria Joseph Ignatius) , född 30 april 1894 i Lichtenegg, död 24 mars 1971 på Schloss Persenbeug, var son till Frans Salvator av Toscana och Marie Valerie av Österrike.
Han gifte sig 1926 med Rosemary zu Salm-Salm (1904-2001).
Barn: 
- Friedrich Salvator (1927-1999); gift 1955 med Margarete Kálnoky von Köröspatak (1926-   )
- Agnes (1928-2007); gift 1949 med Karl Alfred av Liechtenstein (1910-1985)
- Maria Margaretha (1930-  )
- Maria Ludovica (Marie Roland) (1931-1999)
- Marie Adelheid (Alix) (1933-  )
- Elisabeth (1935-1998); gift 1959 med furst Heinrich von Auersperg (1931-  )
- Andreas Salvator (1936-  ); gift 1:o  1986 med Maria Espinosa de los Monteros y Rosillo (skilda, annullerat 2002)(1953-  ); gift 2:o 2003 med Valerie Podstatzky-Lichtenstein (1967-  )
- Josepha (1937-  ); gift 1969 med Clemens von Waldstein-Wartenberg (1935-1996)
- Valerie av Toscana (1941-  ); gift 1966 med markgreve Maximilian av Baden (1933-   )
- Marie Alberta (1944-  ); gift 1969 med Alexander von Kottwitz-Erdödy (1943-  )
- Markus Emanuel Salvator (1946-  ); gift (morganatiskt) 1983 med Hildegard (Hilde) Maria Jungmayr (1955-  )
- Johann Maximilian Salvator (1947-  ); gift (morganatiskt) 1977 med Annemarie Stummer (1950-  )
- Michael Salvator (1949-  ); gift 1992 med Eva von Hofmann (1961-  )